# HGTV (Deutschland)

HD Logo

HGTV (Home & Garden TV) ist ein privater Fernsehsender, der seit dem 6. Juni 2019 in Deutschland auf Sendung ist. HGTV hat den eingestellten Sendeplatz von Travel Channel übernommen.

## Geschichte
HGTV ist in Deutschland über die gängigen Kabelnetze und über die Astra-Satelliten 19,2° Ost frei empfangbar. Der Sender ist nach DMAX, TLC und Eurosport der vierte Free-TV-Sender aus dem Hause Discovery. Der deutsche Sender wird auch Sendungen des amerikanischen Senders HGTV übernehmen. Im Gegensatz zum Muttersender enthält das Logo für Deutschland den Untertitel Home & Garden als Zusatz.
In den Sendungen wird es hauptsächlich um die Gestaltung von Häusern und Gärten wie auch um Heimwerken gehen, wobei es ungeachtet des Namens zum Thema Garten derzeit keine Sendeformate gibt. Eva Padberg soll dem Publikum das Programm näherbringen.

## Programm
Sendungen
- Der Pool-Profi
- Die Baumhaus-Profis
- Die Blockhaus-Profis
- Flipping in Idaho
- Fixer Upper - Umbauen, einrichten, einziehen
- GartenKULT
- Haus gesucht in den Rocky Mountains
- Haus-Makeover extrem
- Haus-Makeover in Atlanta
- Haus-Makeover in Las Vegas
- Haus-Makeover in Nashville
- Jackpot! Hauptpreis Traumhaus
- Mein Haus am Strand
- Mein Haus in Alaska
- Mein Haus in Montana
- Schnelle Küche mit Rachael Ray
- Traumhaus am See
- Unser Traum vom Schloss